# Stephen Walt
Pour les articles homonymes, voir Walt.
Stephen Martin Walt, né le 2 juillet 1955 à Los Alamos (Nouveau-Mexique), est un professeur américain en relations internationales à la John F. Kennedy School of Government de l'université Harvard. Il est un des représentants de l'école de pensée néoréaliste des relations internationales.

## Carrière
En 1983, Stephen Walt a reçu son doctorat en sciences politiques de l'université de Californie à Berkeley.
En 2007, il écrit conjointement avec son collègue de l'université de Chicago John Mearsheimer, The Israel Lobby and U.S. Foreign Policy. Les deux chercheurs néoréalistes analysent dans cet ouvrage les interactions mutuelles entre le lobby israélien et la formation de la politique extérieure américaine, notamment au travers de l'influence du groupe d'intérêts spéciaux sur les membres du Congrès des États-Unis. Le livre, traduit en français, paraît chez La Découverte sous le titre Le Lobby pro-israélien et la politique étrangère américaine.
Stephen Walt est, dans son ouvrage The Origins of Alliances, le théoricien de l'équilibre des menaces, approche emblématique de l'école néoréaliste des relations internationales.

## Œuvres

### Livres originaux en langue anglaise
- The Hell of Good Intentions: America's Foreign Policy Elite and the Decline of U.S. Primacy, Farrar, Straus and Giroux, 2018, 400 pages.
- The Israel Lobby and U.S. Foreign Policy (avec John Mearsheimer), Farrar, Straus and Giroux, 2007, 496 pages.
- Taming American Power. The Global Response To U.S. Policy, W. W. Norton & Company, 2005, 324 pages.
- Revolutions and War, Cornell University Press, 1996, 376 pages
- The Origins of Alliance, Cornell University Press, 1987, 336 pages.

### Livres traduits en français
- Le Lobby pro-israélien et la politique étrangère américaine (avec John Mearsheimer), La Découverte, 2007.